# Vezseny
Vezseny es un pueblo húngaro perteneciente al distrito de Szolnok, condado de Jász-Nagykun-Szolnok.

## Superficie
Cuenta con una superficie de 25,17 km².

## Demografía
Hasta 2024 la población era de 583 habitantes, con una densidad de población de 23,16 hab/km².
| Gráfica de evolución demográfica de Vezseny entre 2020 y 2024 |
|                                                               |
| Datos según la Oficina Central de Estadística de Hungría.     |